# 白子町 (三重県)
白子町（しろこちょう）は三重県北勢地域にあった町。河芸郡に属していた。1942年（昭和17年）12月1日に神戸町など1町12村と町村合併して鈴鹿市になったことにより廃止した。

## 地理
現在の鈴鹿市の南東部の伊勢湾岸にあった。町は町村制導入前までの旧町村名を引き継いだ白子（しろこ）・寺家（じけ）・江島（えじま）という大字からなっていた。この3つの大字は鈴鹿市の市制施行後は町名となった。（現在は細分化し、16の町名になっている。）
東側を伊勢湾に面し、中世の頃から栄えた白子港を擁する。
- 河川：堀切川

## 歴史
自治体としての白子町の発足前及び廃止後の歴史については白子 (鈴鹿市)を参照。
白子町の成立
1889年（明治22年）4月1日に町村制施行により、奄芸郡（あんきぐん・あんげぐん）白子町・寺家村、河曲郡（かわわぐん）江島村の1町2村が合併して誕生した。旧町村は大字となった。3町村は江戸時代から深く結び付いており、町村制施行に際し河曲郡に属していた江島村を奄芸郡に帰属変更して欲しいという上申書が出されるほどであった。こうして戸数1,004戸を抱える白子町が誕生した。
郡の中心として発展
1897年（明治30年）、白子町型紙紙業組合が結成され5年後には白子町立型紙工業徒弟学校が開校するなど、伊勢型紙が町の基幹産業として位置付けられるようになる。伊勢型紙は江戸時代に紀州藩による庇護を受けて発達した白子の伝統工芸であるが、一時期寂れ、紡績業界の産業革命と京都で型友禅が発明されたことで復活したものである。最盛期を迎えた関東大震災後には当時の小学校教員の1か月の給与が50円だったのに対し、良質の型紙を生産した職人は300円だったという。安政の大地震で堤防を破壊されて衰退した白子港の改修工事が1905年（明治38年）に、白子町耕地整理組合による耕地整理事業が1915年（大正4年）に完了、第一次産業の基盤も整った。町民の生活については、1910年（明治43年）に電灯が灯り、1915年（大正4年）の伊勢軽便鉄道による白子 - 高田本山（現・津市）間が開通し交通の便が良くなった。元より白子町には郡役所が置かれ、郡の中心として賑わってきたが、1920年（大正9年）には時の郡長・片岡宇太郎の働きかけで白子町外21か村組合立高等女学校（現・三重県立白子高等学校）が開校、白子の地位が高まっていった。
軍隊の町へ
日中戦争の最中である1937年（昭和12年）、鈴鹿海軍航空隊が白子に開設され、1941年（昭和16年）には横須賀海軍工廠施設部が白子港に置かれたことで小さな漁港は軍港へと姿を変えた。1942年（昭和17年）には大日本帝国海軍将校集会所「海仁館」を始めとする軍事施設が相次いで建てられ、白子町は海軍の町になっていった。
鈴鹿市の誕生
1942年（昭和17年）12月1日、白子町と神戸町を中心に飯野村・一ノ宮村・稲生村・河曲村・玉垣村・箕田村・若松村・石薬師村・国府村・庄野村・高津瀬村・牧田村が新設合併（対等合併）し鈴鹿市となったことにより白子町は廃止された。新市域は河芸郡と鈴鹿郡にまたがり、伊勢新聞が「類例のない新市創造」という副題を付けて報じるなど、当時としては異例の合併であった。

### 町名の由来
3町村が合併する際、町域の中心にあり、かつ中心的な役割を果たしてきた旧・白子町に由来する。白子の名は、白貝・白魚の訛ったものとされる。

### 沿革
- 1889年（明治22年）4月1日 - 町村制の施行により、奄芸郡白子村・寺家村・河曲郡江島村の区域をもって奄芸郡白子町が発足。
- 1896年（明治29年）4月1日 - 所属郡が河芸郡に変更。
- 1942年（昭和17年）12月1日 - 神戸町・稲生村・飯野村・河曲村・一ノ宮村・箕田村・玉垣村・若松村・鈴鹿郡国府村・庄野村・高津瀬村・牧田村・石薬師村と合併して鈴鹿市が発足。同日白子町廃止。

## 経済
1935年（昭和10年）代の産業別就業世帯数は、農業375、工業347、商業236、漁業59（全世帯数1,292）であった。

### 農水産業
農業
米・麦・スイカ（名古屋圏・大阪圏方面へ出荷）の生産、養蚕が行われていた。大正11年には江島に三重県立農事試験場が開かれ、三重県内の農業指導に貢献した。
水産業
白子港を拠点にイワシ・タイなどの沿岸漁業のほか、ウナギ・ボラの養殖も行われた。

### 商工業
工業
特産の伊勢型紙は、1935年（昭和10年）代には型地紙が36万円、型紙が28万円の売り上げを誇る町の中心産業だった。ほかに鈴鹿墨生産、醤油・清酒の醸造も行われた。海軍設置後は、江島に三菱航空機製作所三重工場が進出した。
商業
1937年（昭和12年）開設の海陸物産市場は水産物と野菜が売買された。
金融業
1940年（昭和15年）に白子信用組合が設立された。

## 行政
町役場は白子町白子に置かれていた。河芸郡役所も大正15年まで白子町白子に置かれていた。

## 地域
北から順に江島・白子・寺家の3大字があった。

### 教育
- 白子町立白子尋常小学校（1875年〔明治8年〕に敬業学校として開校）
- 白子町立型紙工業徒弟学校（1902年〔明治35年〕開校）
- 白子町外21か村組合立高等女学校（1920年〔大正9年〕開校）

## 交通
人力車や三重郡河原田村（現・四日市市）の河原田駅行きの定期馬車の運行があった。

### 鉄道
1915年（大正4年）9月10日開通。
伊勢鉄道→伊勢電気鉄道→参宮急行電鉄→関西急行鉄道伊勢線
※現・近鉄名古屋線
- （津方面） - 鼓ヶ浦駅（子安観音駅として開業） - 白子駅 - （四日市方面）

## 名所・旧跡・観光スポット・祭事・催事
- 観音寺 - 通称「子安観音」。境内の「白子不断桜」（大正12年、国の天然記念物に指定）で知られる。